# Remirea maritima
Remirea maritima là loài thực vật có hoa trong họ Cói. Loài này được Aubl. miêu tả khoa học đầu tiên năm 1775.

## Hình ảnh

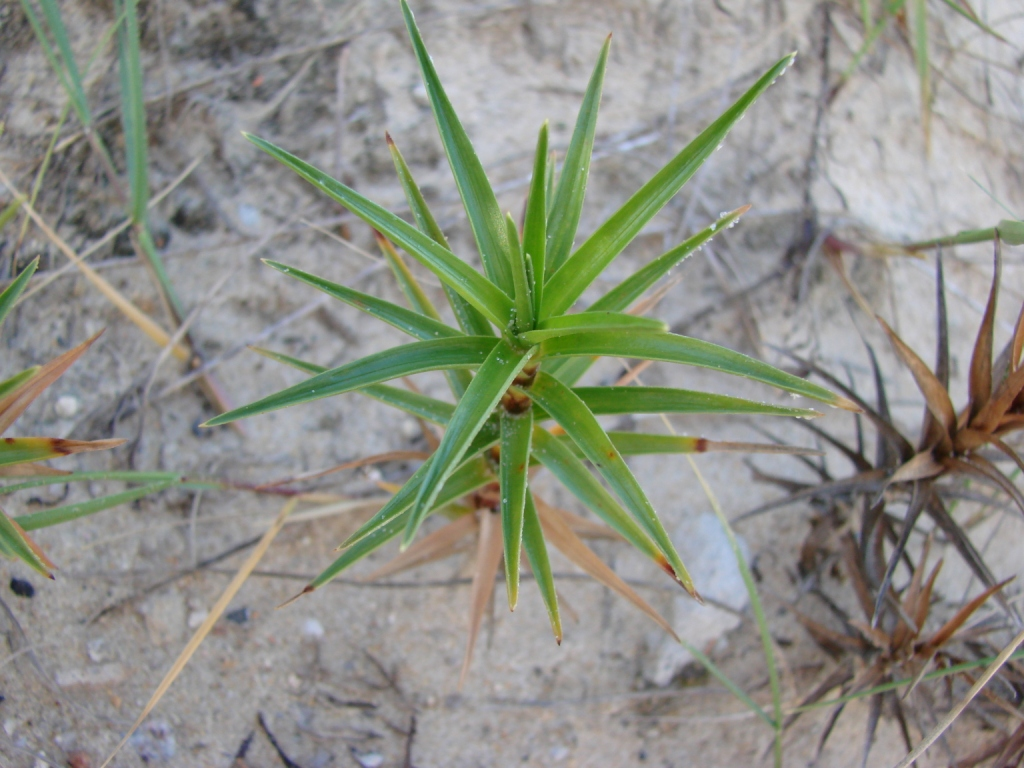
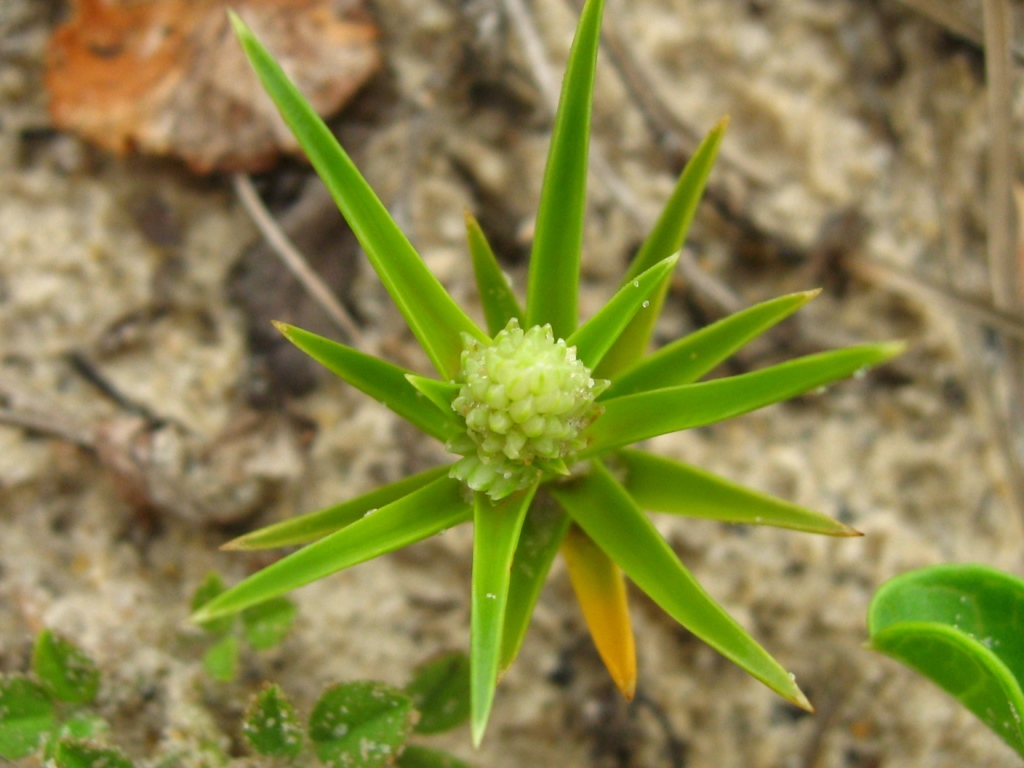